# Sant Pere de Matamargó
Sant Pere de Matamargó és una església barroca del municipi de Pinós, a la comarca del Solsonès. És un monument protegit i inventariat dins el Patrimoni Arquitectònic Català. El retaule barroc del seu interior és una obra molt notable de diverses generacions dels escultors Pujol. Per la magnificència del retaule l'església també és coneguda popularment com la Catedral dels Pagesos. Denominació que l'estudiós del barroc Joan Vilamala transmuta en la de Catedral dels Pujol per remarcar-ne les diferents aportacions d'aquesta nissaga d'escultors.

## Situació
És l'església parroquial del disseminat de Matamargó, a l'est del municipi de Pinós. Està situada als estreps més orientals de la Serra de Pinós, dalt d'un turó, sobre la masia de Les Cases i a ponent de la Riera de Matamargó. La plaça de l'església queda emmarcada, pel nord, amb les parets i la porta d'entrada d'un molt acurat cementiri, i pel sud per l'edifici de la rectoria. El conjunt és el centre cívic i supleix l'inexistent nucli de l'entitat de població de Matamargó.
Per anar-hi, la millor forma és des de la carretera BV-3001 de Su a Cardona. Al punt quilomètric 8,9 (41° 53′ 12.08″ N, 1° 36′ 1.75″ E / 41.8866889°N,1.6004861°E) es pren la carretera asfaltada que es deriva cap al sud. Als 2,7 km. passarem per la masia de Torrescassana i als 4,4 km. arribarem a destí.

## Descripció
Església d'una sola nau amb capelles laterals, amb un presbiteri rectangular al costat de llevant i la façana orientada a ponent. A ponent i tramuntana s'alça també el campanar de l'església, de planta quadrada i coronat per una balustrada. La porta segueix un model molt usual de l'època: és coronada amb un frontó d'arc de mig punt rebaixat que conserva la tiara pontifícia, el símbol de Sant Pere, i la següent inscripció: "Tu est Petrus et super hanc petram edificabo ecclesiam meam Mattm. 1618"

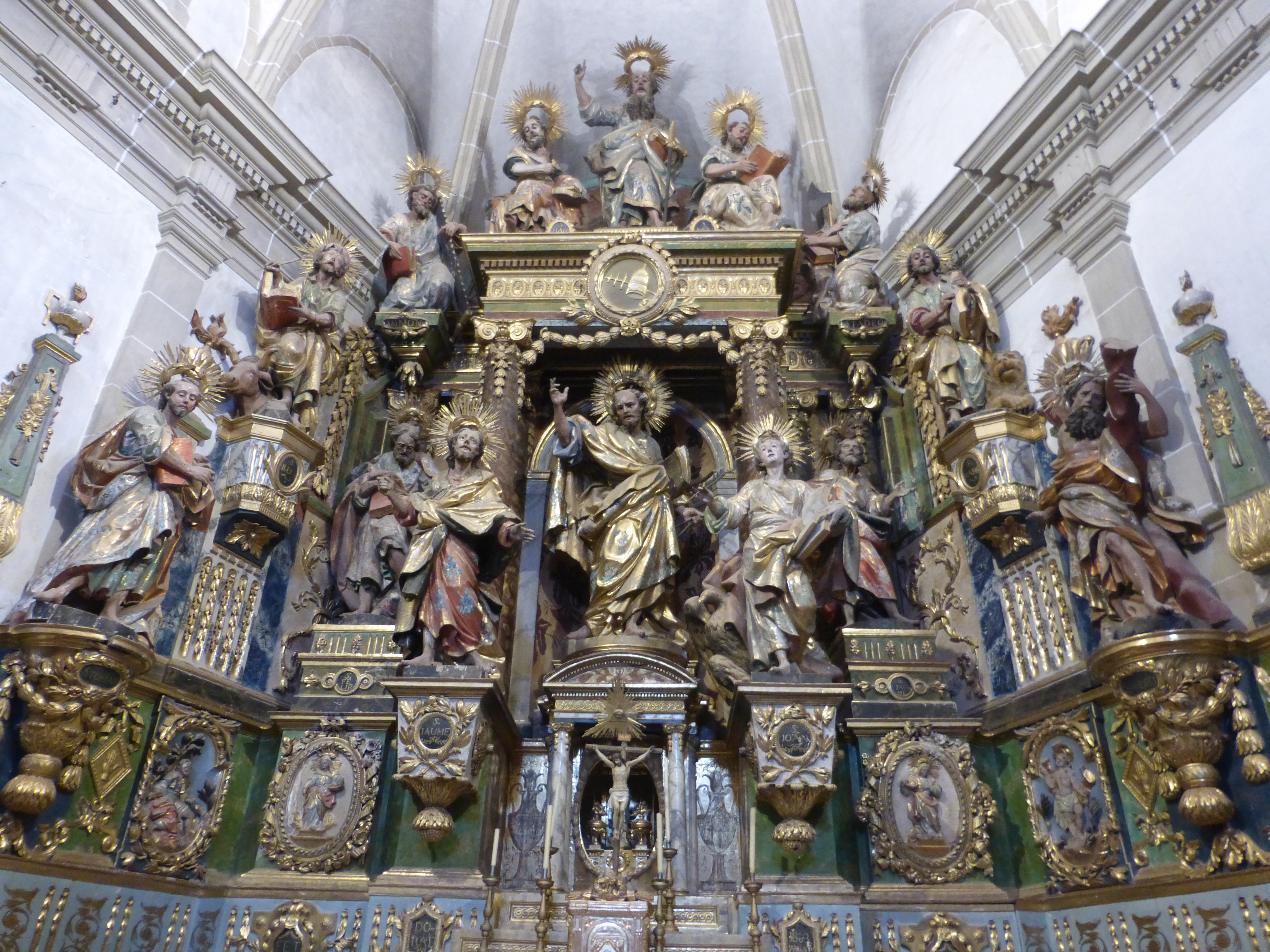
Retaule de Sant Pere de Matamargò

## Notícies històriques
El lloc de Matamargó és esmentat ja l'any 1086, any en què el vescomte de Cardona deixa a la seva muller i al seu germà entre altres castells el de "Matamargon"; el lloc era vinculat doncs a la gran família vescomtal, comtal, i ducal de Cardona i formava part de la seva batllia fins al segle xviii. La primera església de Sant Pere deuria ésser l'església també del castell i la parroquial del lloc. Al segle xvii fou ampliada i remodelada totalment i així quedà també modificat totalment l'àmbit casteller. La primitiva església fou substituïda per l'actual a mitjans del segle xvii (el rector Gaspar Brufau contractà les obres el 1650). Aquest temple conté cinc altars tots relacionats amb la nissaga dels escultors Pujol de Folgueroles. El del Sant Crist (1681), de columnes salomòniques, té la mesa d'estil rococó feta per Josep Pujol l'any 1790. El retaule del Roser (1730) va ser pactat l'any 1727 amb Segimon Pujol (Gurb,1668 - Folgueroles,1759) i és obra d'ell amb l'ajuda del seu fill Francesc Pujol i Planes, i el dia de la seva inauguració el senyor del lloc, Josep Lluch, dugué primer les relíquies de sant Cristòfol, santa Caterina, i sant Antoni de Pàdua a la capella de la Mare de Déu dels Àngels de la masia de les Cases i en processó les deposità a l'església parroquial. El seu net, Josep Pujol i Juhí (Folgueroles,1734 - Sant Llorenç de Morunys, 1809), l'escultor dels Colls -el més important de la nissaga- amb la participació dels seus fills Francesc i Segimon Pujol i Santaló, va plantar l'any 1789 els retaules de Sant Miquel (avui del Sagrat Cor) i de sant Isidre, i  aixecà l'any 1794 el magnífic retaule de l'altar major dedicat a Sant Pere, l'apostolat del qual s'inspira en part en les escultures dels apòstols de Sant Joan del Laterà, de Roma.